# Kakóvatos
Kakóvatos (en grec, Κακόβατος) és un poble i un jaciment arqueològic d'Èlide (Grècia). Administrativament pertany al municipi i unitat municipal de Zajaro. L'any 2011 tenia 421 habitants.

## Arqueologia
Prop d'aquest poble hi ha un jaciment arqueològic que fou excavat al 1907 per Wilhelm Dörpfeld, i després, entre 2009 i 2011, per un equip de la Universitat de Friburg.
Dörpfeld hi trobà tres tombes de cúpula a la base de l'acròpoli on hi ha restes d'un assentament de l'època micènica primerenca (s. XVI-XV ae). Aquest arqueòleg va associar aquestes restes a la ciutat de Pilos de Trifilia que, segons ell, era la Pilos esmentada en la Ilíada com la pàtria del rei Nèstor.
Les restes de ceràmica abasten un període comprés entre l'hel·làdic mitjà i l'hel·làdic recent IIIA. S'hi han trobat diversos pitos amb figues carbonitzades al voltant. Entre les troballes més destacades hi ha un gran edifici construït al cim de l'acròpoli, que fou destruït en l'hel·làdic recent IIB, i un mur de fortificació també de l'hel·làdic recent IIB (sobre la segona meitat del s. XV ae).